# Nathan Aké
Nathan Benjamin Aké (sinh ngày 18 tháng 2 năm 1995) là một cầu thủ bóng đá chuyên nghiệp người Hà Lan hiện đang thi đấu ở vị trí trung vệ hoặc hậu vệ trái cho câu lạc bộ Premier League Manchester City và đội tuyển bóng đá quốc gia Hà Lan.

## Sự nghiệp câu lạc bộ

### Chelsea
Nathan Benjamin Aké sinh ngày 18 tháng 2 năm 1995 tại Den Haag, Nam Hà Lan. Anh đồng ý gia nhập hệ thống trẻ của Chelsea từ Feyenoord vào năm 2010 ở tuổi 15. Anh đã chơi cho Feyenoord từ năm 12 tuổi sau khi gia nhập câu lạc bộ từ ADO Den Haag.
Aké có trận ra mắt Premier League vào ngày 26 tháng 12 năm 2012 trong trận chiến thắng 1–0 tại Carrow Road với Norwich City vào lúc 17 tuổi, khi thay thế Juan Mata trong thời gian bù giờ. Anh có trận ra mắt cho câu lạc bộ tại FA Cup vào ngày 27 tháng 2 năm 2013 trong chiến thắng 2–0 trước đội bóng Championship Middlesbrough. Anh là lựa chọn ưu tiên ở vị trí tiền vệ phòng ngự cho Chelsea trong trận lượt về tứ kết UEFA Europa League với câu lạc bộ Nga Rubin Kazan vào ngày 11 tháng 4. Trận đấu kết thúc với tỷ số thua 3–2 cho Chelsea, thế nhưng, Chelsea giành chiến thắng chung cuộc 5–4. Aké là cầu thủ dự bị không được sử dụng của Chelsea trong trận chung kết UEFA Europa League 2013 với Benfica tại Amsterdam Arena vào ngày 16 tháng 5, trận đấu mà Chelsea đã giành chiến thắng 2–1.

### AFC Bournemouth
Ngày 29 tháng 6 năm 2016, Aké gia nhập AFC Bournemouth theo dạng cho mượn trong mùa giải 2016–17. Ngày 21 tháng 8, anh ra mắt Bournemouth trong trận thua 1–0 trên sân khách trước West Ham United khi thay thế Jordon Ibe sau khi đồng đội Harry Arter bị đuổi khỏi sân sau màn pha vào bóng với Cheikhou Kouyaté. Sau trận thua trước West Ham, Aké có trận ra mắt chính thức trước Morecambe ở vòng 2 Cúp EFL vào ngày 24 tháng 8. Ngày 19 tháng 11, Aké đã ghi bàn thắng đầu tiên cho Bournemouth ngay trong lần đầu tiên ra sân ở Premier League để giúp câu lạc bộ giành chiến thắng 1–0 trên sân khách trước Stoke City.
Ngày 4 tháng 12 năm 2016, Bournemouth đấu với Liverpool và lật ngược thế trận với tỷ số 3–1 khi còn 15 phút cuối cùng để giành chiến thắng với tỷ số 4–3. Trong trận đấu đó, Aké ghi bàn thắng quyết định ở phút thứ 93 để giúp Bournemouth giành chiến thắng trước Liverpool. Đó là bàn thắng thứ ba của anh tại Premier League và là bàn thắng thứ hai vào lưới Liverpool.
Vào ngày 30 tháng 6 năm 2017, Aké đã ký hợp đồng dài hạn với câu lạc bộ Premier League Bournemouth với mức phí chuyển nhượng kỷ lục của câu lạc bộ là 20 triệu bảng Anh, với điều kiện anh chính thức gia nhập câu lạc bộ vào ngày hôm sau sau khi kỳ chuyển nhượng năm 2017 bắt đầu. Vào ngày 21 tháng 7, câu lạc bộ cũ của anh là Chelsea đã chèn điều khoản mua lại Aké vào hợp đồng chuyển nhượng của anh.
Aké gắn bó với Bournemouth từ mùa giải 2017–18 cho đến năm 2019–20, ra sân tổng cộng 121 lần và ghi 11 bàn tại tất cả các đấu trường.

### Manchester City
Vào ngày 5 tháng 8 năm 2020, Aké ký hợp đồng 5 năm với Manchester City với giá 41 triệu bảng Anh. Anh chơi trận ra mắt trong trận đấu đầu tiên của City trong mùa giải, trận chiến thắng 3–1 trước Wolverhampton Wanderers trên sân khách tại Premier League vào ngày 21 tháng 9. Vào ngày 27 tháng 9 năm 2020, anh ghi bàn thắng đầu tiên cho City trong trận thua 2–5 trên sân nhà trước Leicester City. Vào ngày 3 tháng 11 năm 2020, Aké chơi trận ra mắt tại Champions League cho City trong trận chiến thắng 3–0 trên sân nhà trước Olympiacos ở vòng bảng.
Aké ghi bàn thắng đầu tiên tại Champions League vào ngày 15 tháng 9 năm 2021 trong chiến thắng 6–3 trước RB Leipzig. Sau đó, anh tiết lộ rằng cha anh, người đã mắc bệnh nan y, đã qua đời ngay sau khi anh ghi bàn.
Vào ngày 10 tháng 6 năm 2023, anh được chọn vào đội hình xuất phát của Manchester City trong trận chung kết Champions League với Inter Milan, trận mà câu lạc bộ của anh đã giành chiến thắng 1–0 để hoàn thành cú ăn ba châu lục đầu tiên của đội. Một tháng sau, vào ngày 29 tháng 7, anh đã gia hạn hợp đồng với Man City đến năm 2027.
Vào ngày 28 tháng 9 năm 2023, Aké lần đầu tiên làm đội trưởng của Manchester City trong trận thua 0–1 trước Newcastle United ở vòng 3 EFL Cup.
Vào ngày 26 tháng 1 năm 2024, Aké trở thành cầu thủ đầu tiên trong lịch sử của Manchester City ghi bàn tại Sân vận động Tottenham Hotspur để giúp Man City giành chiến thắng 1–0 trước Tottenham Hotspur ở vòng 4 FA Cup.

## Sự nghiệp quốc tế
Aké đã đại diện Hà Lan với 54 lần ra sân cho tất cả các đội cấp độ trẻ kể từ lần ra mắt cho đội U-15 Hà Lan vào năm 2009. Anh từng là thành viên của đội vô địch Giải vô địch U-17 châu Âu vào những năm 2011 và 2012.
Aké cũng đủ điều kiện để đại diện cho Bờ Biển Ngà thông qua cha anh, Moise.
Aké đã ra mắt đội tuyển quốc gia vào năm 2017 trong trận thắng giao hữu 1–2 trước Maroc. Anh đã ghi bàn thắng đầu tiên trong trận hòa 1–1 với Ý vào ngày 4 tháng 6 năm 2018.
Anh là thành viên của đội tuyển Hà Lan tham dự UEFA Euro 2020, ra sân hai lần với tư cách là cầu thủ dự bị trong các trận đấu vòng bảng với Ukraina và Áo.
Aké đã có mặt trong đội hình xuất phát trong tất cả năm trận đấu của Hà Lan tại FIFA World Cup 2022 khi đội tuyển quốc gia Hà Lan lọt vào tứ kết, nơi họ bị loại bởi nhà vô địch chung cuộc là Argentina sau loạt sút luân lưu.
Vào tháng 6 năm 2023, Aké tham dự vòng chung kết UEFA Nations League 2023 cùng đội tuyển quốc gia Hà Lan. Anh thi đấu ở vị trí hậu vệ trái trong các trận gặp Croatia ở bán kết và Ý trong trận play-off tranh hạng ba.
Vào ngày 29 tháng 5 năm 2024, Aké được nêu tên trong đội hình Hà Lan tham dự UEFA Euro 2024.

## Đời tư
Aké có người cha tên là Moise, người Bờ Biển Ngà, và mẹ người Hà Lan tên là Ineke Telder. Anh là người bài rượu.
Mùa hè năm 2022, Aké kết hôn với Kaylee Ramman, người đã sinh đứa con đầu lòng của họ vào năm 2023.

## Thống kê sự nghiệp

### Câu lạc bộ
Tính đến 4 tháng 12 năm 2024
| Câu lạc bộ             | Mùa giải            | Giải vô địch        | Giải vô địch | Giải vô địch | Cúp quốc gia | Cúp quốc gia | Cúp Liên đoàn | Cúp Liên đoàn | Châu lục | Châu lục | Khác | Khác | Tổng cộng | Tổng cộng |
| Câu lạc bộ             | Mùa giải            | Hạng đấu            | Trận         | Bàn          | Trận         | Bàn          | Trận          | Bàn           | Trận     | Bàn      | Trận | Bàn  | Trận      | Bàn       |
| ---------------------- | ------------------- | ------------------- | ------------ | ------------ | ------------ | ------------ | ------------- | ------------- | -------- | -------- | ---- | ---- | --------- | --------- |
| Chelsea                | 2012–13             | Premier League      | 3            | 0            | 1            | 0            | 0             | 0             | 2        | 0        | 0    | 0    | 6         | 0         |
| Chelsea                | 2013–14             | Premier League      | 1            | 0            | 0            | 0            | 0             | 0             | 0        | 0        | —    | —    | 1         | 0         |
| Chelsea                | 2014–15             | Premier League      | 1            | 0            | 1            | 0            | 2             | 0             | 1        | 0        | —    | —    | 5         | 0         |
| Chelsea                | 2016–17             | Premier League      | 2            | 0            | 3            | 0            | 0             | 0             | —        | —        | —    | —    | 5         | 0         |
| Chelsea                | Tổng cộng           | Tổng cộng           | 7            | 0            | 5            | 0            | 2             | 0             | 3        | 0        | 0    | 0    | 17        | 0         |
| Reading (mượn)         | 2014–15             | Championship        | 5            | 0            | —            | —            | —             | —             | —        | —        | —    | —    | 5         | 0         |
| Watford (mượn)         | 2015–16             | Premier League      | 24           | 1            | 3            | 0            | 1             | 0             | —        | —        | —    | —    | 28        | 1         |
| AFC Bournemouth (mượn) | 2016–17             | Premier League      | 10           | 3            | 0            | 0            | 2             | 0             | —        | —        | —    | —    | 12        | 3         |
| AFC Bournemouth        | 2017–18             | Premier League      | 38           | 2            | 1            | 0            | 1             | 0             | —        | —        | —    | —    | 40        | 2         |
| AFC Bournemouth        | 2018–19             | Premier League      | 38           | 4            | 0            | 0            | 1             | 0             | —        | —        | —    | —    | 39        | 4         |
| AFC Bournemouth        | 2019–20             | Premier League      | 29           | 2            | 1            | 0            | 0             | 0             | —        | —        | —    | —    | 30        | 2         |
| AFC Bournemouth        | Tổng cộng           | Tổng cộng           | 115          | 11           | 2            | 0            | 4             | 0             | —        | —        | —    | —    | 121       | 11        |
| Manchester City        | 2020–21             | Premier League      | 10           | 1            | 0            | 0            | 1             | 0             | 2        | 0        | —    | —    | 13        | 1         |
| Manchester City        | 2021–22             | Premier League      | 14           | 2            | 5            | 0            | 1             | 0             | 6        | 1        | 1    | 0    | 27        | 3         |
| Manchester City        | 2022–23             | Premier League      | 26           | 1            | 3            | 1            | 3             | 1             | 8        | 0        | 1    | 0    | 41        | 3         |
| Manchester City        | 2023–24             | Premier League      | 29           | 2            | 4            | 1            | 1             | 0             | 7        | 0        | 3    | 0    | 44        | 3         |
| Manchester City        | 2024–25             | Premier League      | 5            | 0            | 0            | 0            | 1             | 0             | 2        | 0        | 1    | 0    | 9         | 0         |
| Manchester City        | Tổng cộng           | Tổng cộng           | 84           | 6            | 12           | 2            | 7             | 1             | 25       | 1        | 6    | 0    | 134       | 10        |
| Tổng cộng sự nghiệp    | Tổng cộng sự nghiệp | Tổng cộng sự nghiệp | 235          | 18           | 22           | 2            | 14            | 1             | 28       | 1        | 6    | 0    | 305       | 22        |

1. ↑  Bao gồm FA Cup
2. ↑  Bao gồm EFL Cup
3. ↑  Ra sân tại UEFA Europa League
4. 1 2 3 4 5 6  Ra sân tại UEFA Champions League
5. 1 2 3  Ra sân tại FA Community Shield
6. ↑  Ra sân tại UEFA Super Cup, ra sân hai lần tại FIFA Club World Cup

### Quốc tế
Tính đến 10 tháng 9 năm 2024
| Đội tuyển quốc gia | Năm       | Trận | Bàn |
| ------------------ | --------- | ---- | --- |
| Hà Lan             | 2017      | 5    | 0   |
| Hà Lan             | 2018      | 5    | 1   |
| Hà Lan             | 2019      | 3    | 1   |
| Hà Lan             | 2020      | 6    | 0   |
| Hà Lan             | 2021      | 4    | 0   |
| Hà Lan             | 2022      | 11   | 1   |
| Hà Lan             | 2023      | 8    | 2   |
| Hà Lan             | 2024      | 11   | 0   |
| Tổng cộng          | Tổng cộng | 53   | 5   |

#### Danh sách bàn thắng quốc tế
Tính đến 10 tháng 9 năm 2024
Tỷ số và kết quả liệt kê bàn thắng của Hà Lan được để trước, cột tỷ số cho biết tỷ số sau mỗi bàn thắng của Aké.
| # | Ngày                 | Địa điểm                              | Trận | Đối thủ   | Bàn thắng | Kết quả | Giải đấu                 |
| - | -------------------- | ------------------------------------- | ---- | --------- | --------- | ------- | ------------------------ |
| 1 | 4 tháng 6 năm 2018   | Sân vận động Juventus, Torino, Ý      | 7    | Ý         | 1–1       | 1–1     | Giao hữu                 |
| 2 | 19 tháng 11 năm 2019 | Johan Cruyff Arena, Amsterdam, Hà Lan | 13   | Estonia   | 2–0       | 5–0     | Vòng loại UEFA Euro 2020 |
| 3 | 26 tháng 3 năm 2022  | Johan Cruyff Arena, Amsterdam, Hà Lan | 21   | Đan Mạch  | 2–1       | 4–2     | Giao hữu                 |
| 4 | 27 tháng 3 năm 2023  | De Kuip, Rotterdam, Hà Lan            | 36   | Gibraltar | 2–0       | 3–0     | Vòng loại UEFA Euro 2024 |
| 5 | 27 tháng 3 năm 2023  | De Kuip, Rotterdam, Hà Lan            | 36   | Gibraltar | 3–0       | 3–0     | Vòng loại UEFA Euro 2024 |

## Danh hiệu

### Câu lạc bộ
Chelsea
- EFL Cup: 2014–15
- UEFA Europa League: 2012–13
- Á quân FA Cup: 2016–17

Manchester City
- Premier League: 2020–21, 2021–22, 2022–23, 2023–24
- FA Cup: 2022–23; á quân: 2023–24
- EFL Cup: 2020–21
- FA Community Shield: 2024
- UEFA Champions League: 2022–23; á quân: 2020–21
- UEFA Super Cup: 2023
- FIFA Club World Cup: 2023

### Đội tuyển quốc gia
U-17 Hà Lan
- Giải vô địch bóng đá U-17 châu Âu: 2011, 2012

Hà Lan
- Á quân UEFA Nations League: 2018–19

### Cá nhân
- Cầu thủ trẻ xuất sắc nhất của Chelsea: 2012–13
- Cầu thủ trẻ xuất sắc nhất mùa giải của Watford: 2015–16
- Cầu thủ trẻ xuất sắc nhất do người hâm mộ bình chọn của AFC Bournemouth: 2017–18